# Route 40 (Saskatchewan)
Pour les articles homonymes, voir Route 40.
La route 40 est une route d'orientation plutôt est-ouest située dans le nord-ouest de la Saskatchewan, au Canada. Elle relie l'Alberta, où elle continue en tant que la route 14, à la route 3 (en) à 4 km à l'ouest de Shellbrook. Il s'agit d'une route principale qui est maintenue par le gouvernement provincial. Elle est asphaltée sur toute sa longueur.

## Localités traversées
Les localités situées le long de la route 40 sont :
- Marsden (en)
- Neilburg (en)
- Baldwinton (en)
- Cut Knife
- Première Nation de Sweetgrass (en)
- Battleford
- North Battleford
- Hafford
- Krydor (en)
- Blaine Lake
- Marcelin (en)
- Leask (en)
- Parkside (en)
- Shellbrook